# Nahir
Nahir — це аргентинський фільм жанру поліцейської драми 2024 року режисера Ернана Гершуні з актрисою Валентиною Сенере в її дебютній ролі, а також Монікою Антонопулос, Сімоном Емпе, Сесаром Бордоном і Начо Гадано. Фільм заснований на випадку, який шокував Аргентину та привернув міжнародну увагу до справи Наїр Галарси, 19-річної аргентинської колишньої студентки права, засудженої до довічного ув'язнення за вбивство свого хлопця Фернандо Пасторіццо. 4 червня 2023 року на офіційному акаунті платформи Amazon Prime були опубліковані перші зображення фільму разом із відео тривалістю кілька секунд, де Сенере з'являється як Наїр Галарса. Було підтверджено, що зйомки фільму вже завершені. У січні 2024 року постер фільму злили через соціальну мережу Instagram різними акаунтами, що належать ЗМІ.

## Зйомки
Зйомки фільму почалися 4 червня і завершилися 27 липня 2023 року. Пізніше El Trece у своїй програмі Socios delspect вперше показав ексклюзивні зображення останнього дня зйомок, включаючи деталі виробництва, як-от те, що місця подій потрібно було відтворити, оскільки фільм неможливо було зняти у Гуалегуайчу, де в реальності трапився випадок з Наїр Галарсою, через рішучу відмову та неприйняття жителями цього міста. Виробництвом фільму займалися Amazon Prime і виробничі компанії Zeppelin Studios, а роль Наїр Галарси зіграла Валентина Сенере. В основу фільму лягла «Справа Наїр Галарси», яка була засуджена за вбивство Фернандо Габріеля Пасторіццо в місті Гуалегуайчу 29 грудня 2017 року, і стала наймолодшою засудженою до довічного ув'язнення в Аргентині.

## Прем'єра
Фільм вийшов на потоковій платформі Amazon Prime 22 травня 2024 року. 

## Акторський склад
- Валентина Сенере[en] в ролі Наїр Галарси, студентки першого курсу права в Університеті Консепсьйон-дель-Уругвай, яка була визнана винною у вбивстві свого партнера Фернандо Пасторіццо, ставши наймолодшою жінкою, засудженою до довічного ув'язнення в Аргентині.
- Симон Емпе в ролі Фернандо Пасторіццо, хлопця Наїр, якого вбили вранці 29 грудня 2017 року двома пострілами.
- Сесар Бордон[es] — Марсело Галарса, офіцер провінційної поліції та батько Наїр.
- Моніка Антонопулос[es] — Яміна Крох, мати Наїр.
- Начо Гадано[es] в ролі Хорхе Сонсіні, знаменитого медіа-менеджера, якого батьки Наїр найняли офіційним представником.